# Оболонь (станція метро)
50°30′4″ пн. ш. 30°29′53″ сх. д. / 50.50111° пн. ш. 30.49806° сх. д.
«Оболо́нь» — 21-ша станція Київського метрополітену. Розташована на Оболонсько-Теремківській лінії між станціями «Мінська» та «Почайна». Відкрита 19 грудня 1980 року під назвою «Проспект Корнійчука» на честь Олександра Корнійчука, українського радянського письменника і громадського діяча. Сучасна назва — з 19 жовтня 1990 року.

## Конструкція
Конструкція станції — колонна трипрогінна мілкого закладення з острівною платформою
Колійний розвиток: пошерстний з'їзд з боку станції «Мінська».
Зал станції сполучений східцями з двома підземними вестибюлями, сполученими з підземними переходами на розі Оболонського проспекту і вулиці Героїв полку «Азов». Наземні вестибюлі відсутні.

## Опис
Типова зі станцією «Почайна» з однією відмінністю — на цій станції розвинена балка над колонами з закарнизним та звичайним освітленням платформи.
Архітектори намагалися створити гармонію між метро та оточуючим середовищем. У пошуках новітніх засобів організації простору вони наче продовжили наземну магістраль міста у підземну. Ряди шестигранних колон залу створюють загальне враження широкого та світлого проспекту під землею.
Колійні стіни прикрашено двома кованими композиціями «Театральна Україна», автор — Петро Ганжа.

## Інтернет
3 липня 2020 оператор зв'язку Київстар спільно з двома операторами почав надавати послуги 4G зв'язку з використанням частот у діапазонах 1800 МГц та 2600 МГц на станції і в тунелі, примикаючому до станції Мінська.

## Пасажиропотік
| Рік                           | 2009 | 2011 | 2012 | 2013 | 2014 | 2015 | 2016 | 2017 | 2018 |
| ----------------------------- | ---- | ---- | ---- | ---- | ---- | ---- | ---- | ---- | ---- |
| Пасажиропотік, тис. осіб/добу | 38,9 | 40,4 | 42,0 | 41,9 | 38,8 | 35,4 | 33,8 | 33,9 | 33,5 |

## Галерея

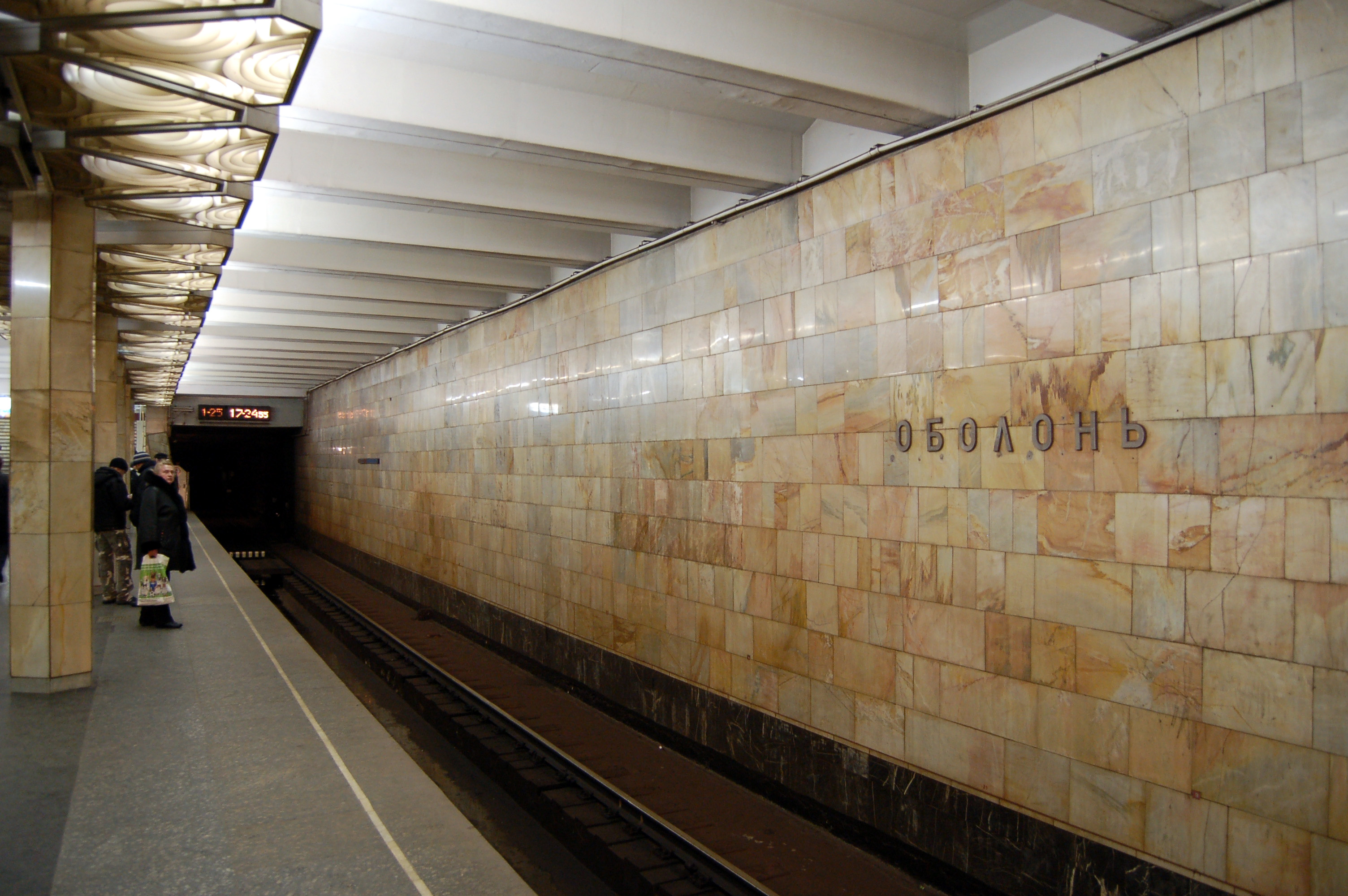
Назва станції на колійній стіні
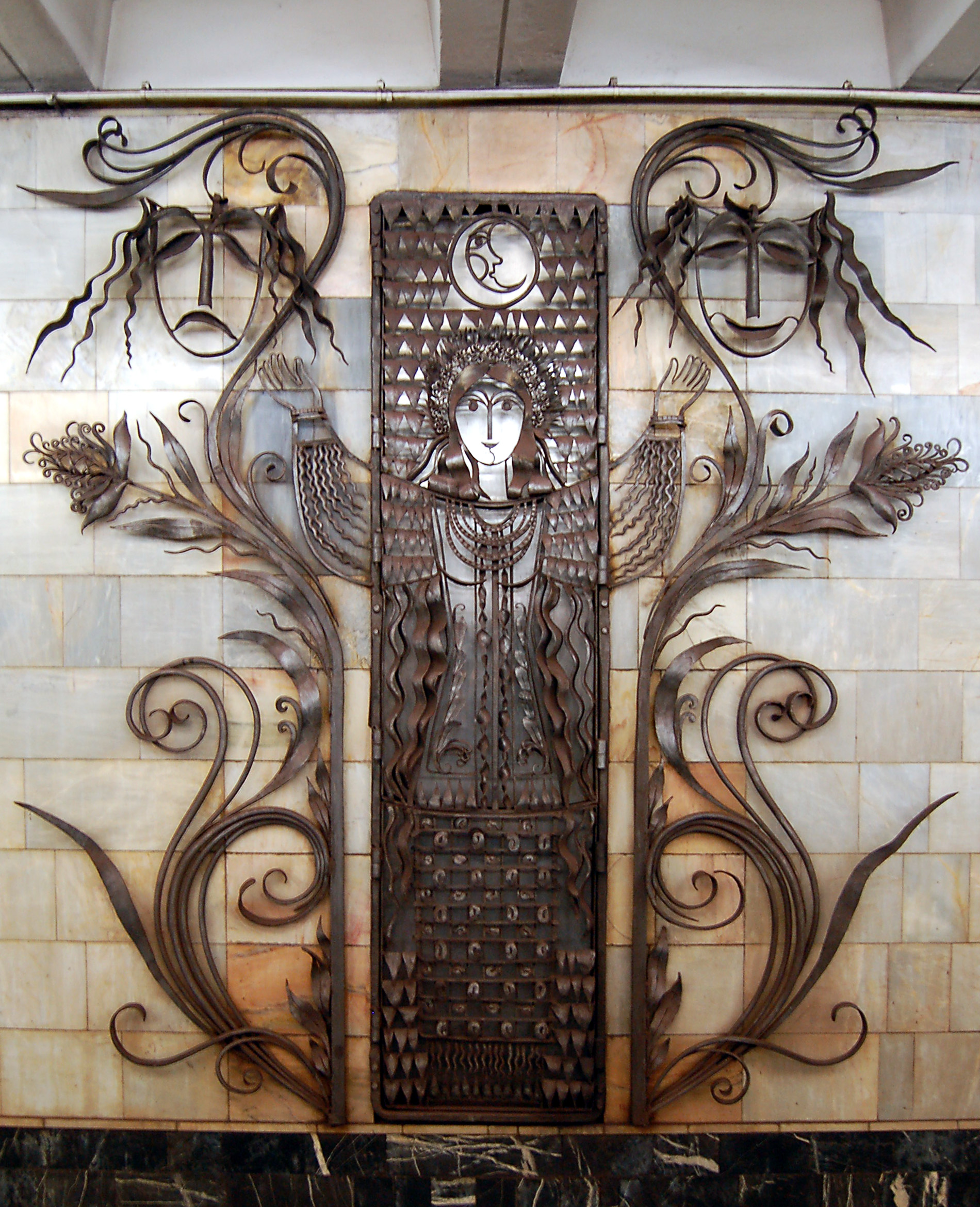
Кована композиція на колійній стіні
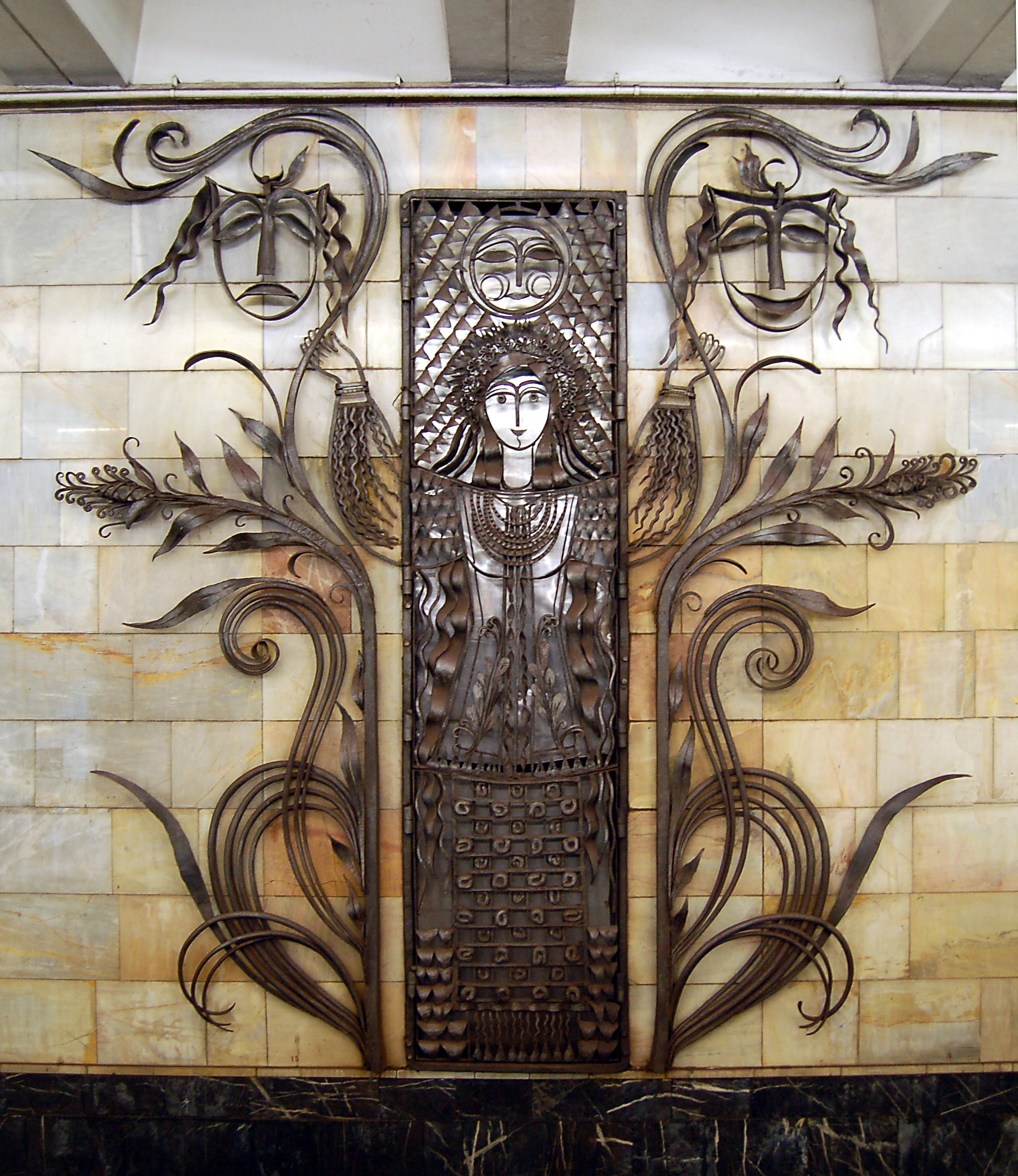
Кована композиція на колійній стіні
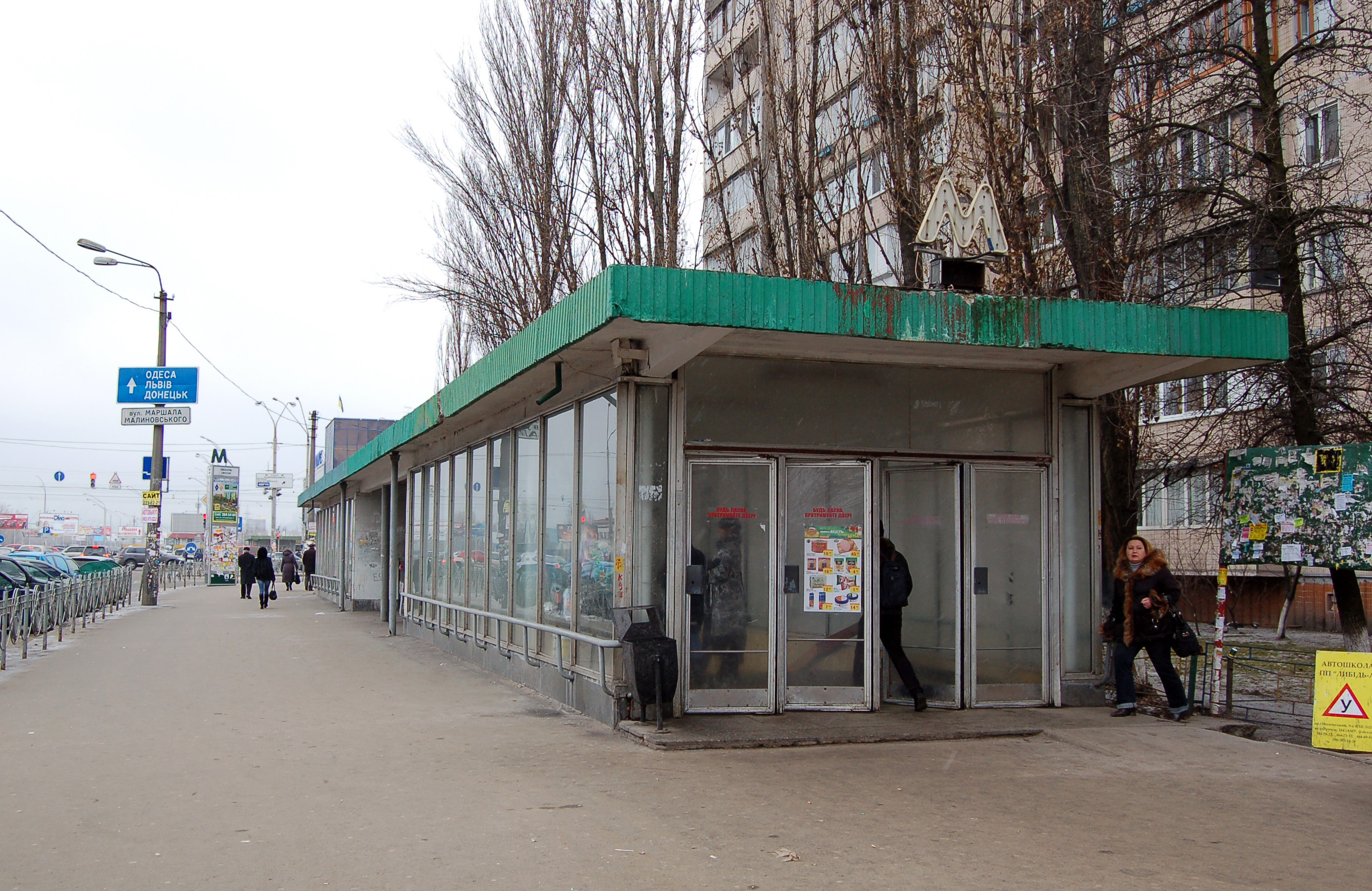
Вхід на станцію
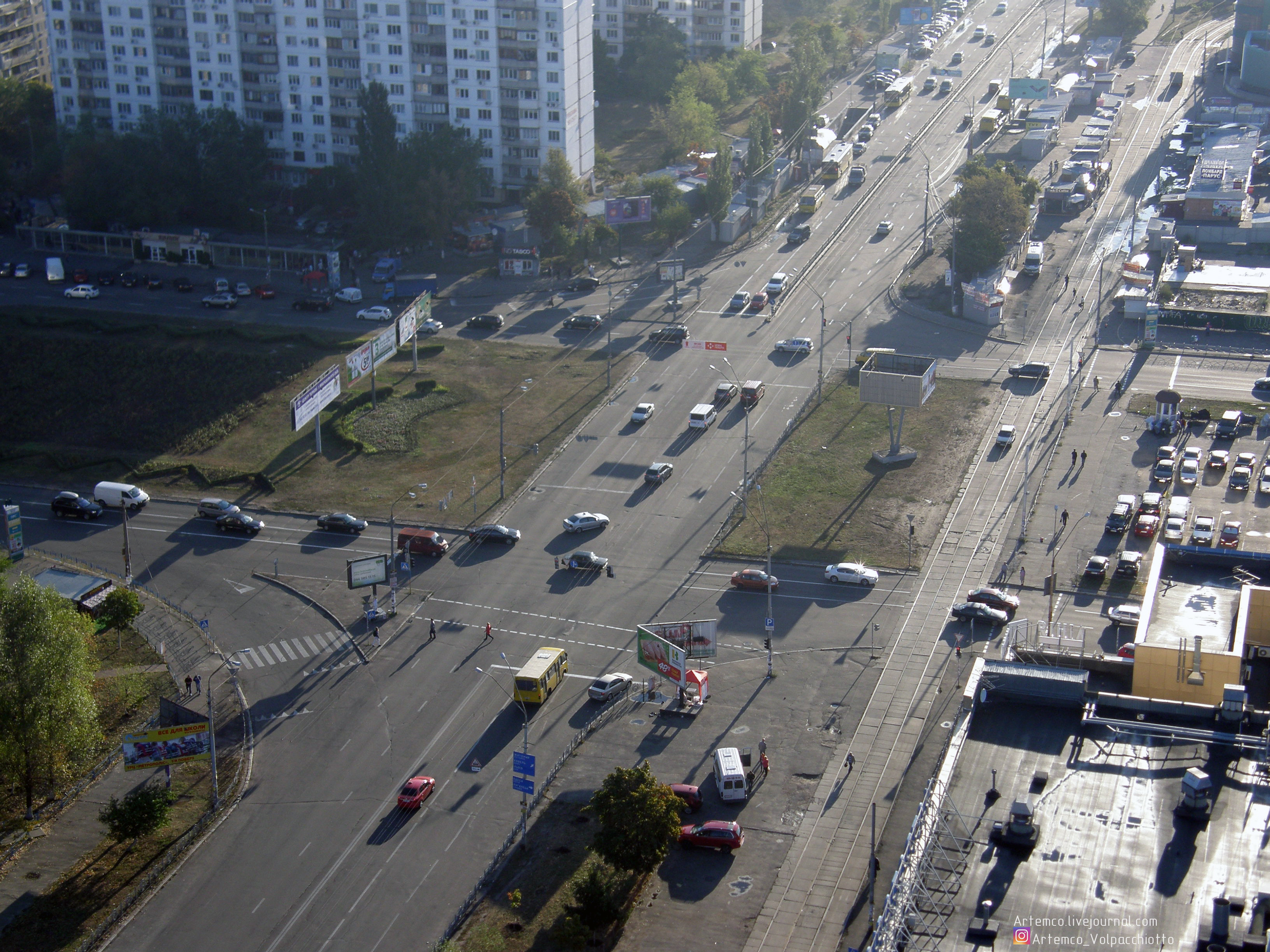
Вулиці над станцією
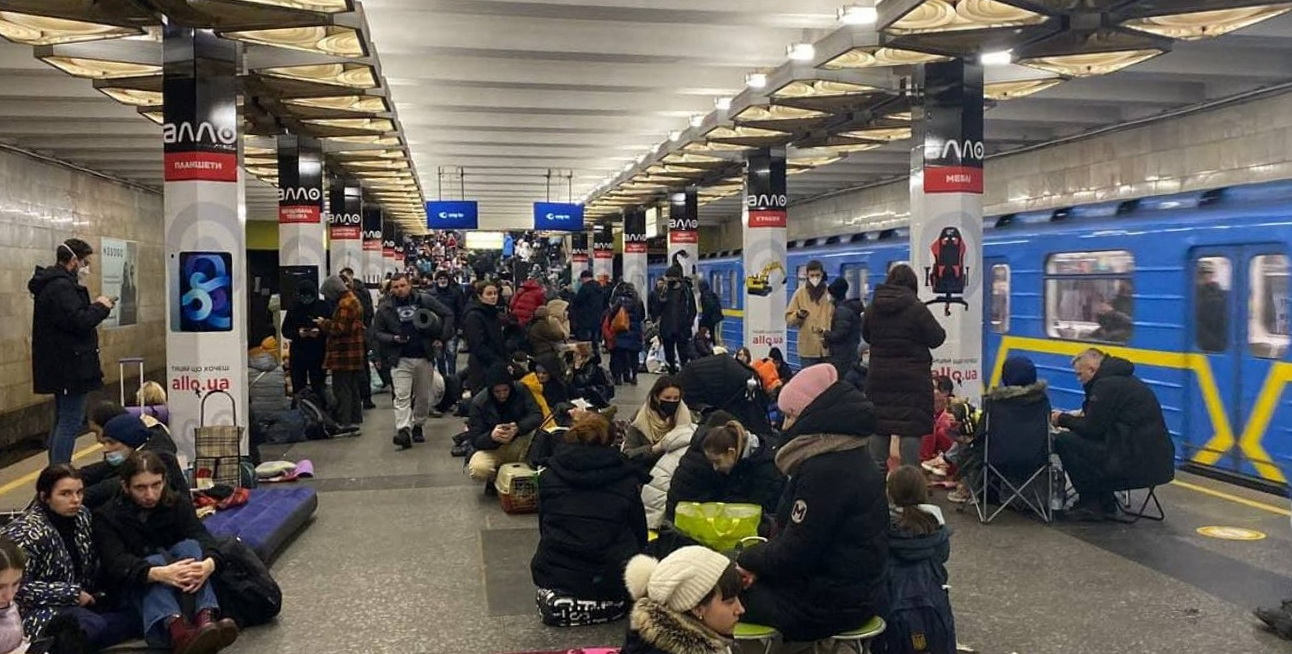
Станція «Оболонь», перетворена на бомбосховище після російського вторгнення в Україну